# Cartucho de 8 pistas
El cartucho de 8 pistas (también llamado "magazine" en Argentina u "ocho pistas" y "cartucho" en España) es un dispositivo para la reproducción y grabación de sonido, basado en una cinta magnética de 1/4 de pulgada (6,35 mm) de ancho, popular desde mediados de los años 1960 hasta principios de los 1980.
Fue creado en 1964 por un consorcio encabezado por Bill Lear de la Corporación Learjet, en unión con las empresas Ampex, Ford, Motorola y RCA Records.

## Funcionamiento

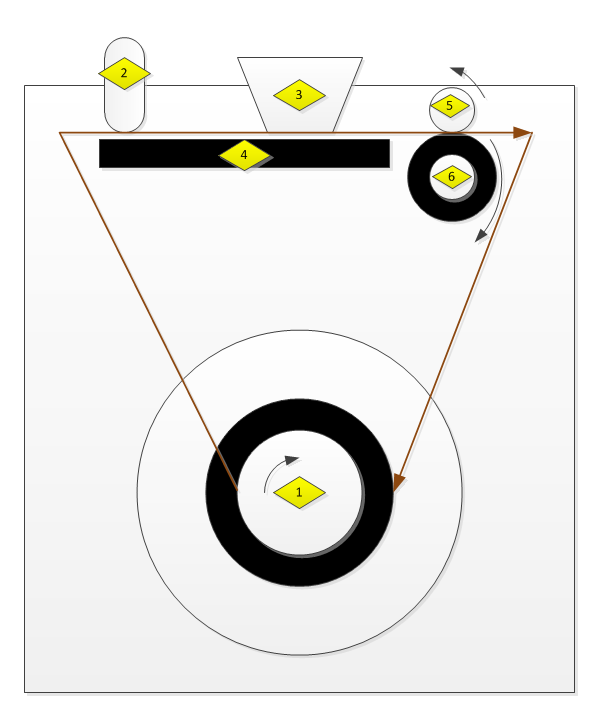
Esquema mostrando algunos elementos básicos de un cartucho y del reproductor. 1: bobina de cinta. 2: sensor de fin de programa. 3: cabezal. 4: esponja. 5: cabrestante accionado por motor. 6: rodillo

El audio se encuentra codificado en una cinta magnética sin fin, es decir, una cinta cuyo extremo inicial y final se encuentran unidos, lo cual permite una reproducción ininterrumpida. Esta cinta se encuentra enrollada en una bobina o carrete en el interior del cartucho aunque es accesible a través de unas ventanas en un extremo del cartucho. A través de estas ventanas el reproductor arrastra la cinta ayudándose de un rodillo, y mediante un cabezal realiza la transducción de la información codificada magnéticamente a señales eléctricas. Estas señales son posteriormente amplificadas.
La cinta se encuentra dividida en 8 pistas (franjas) cada una de las cuales podría codificar una señal de audio diferente. Normalmente estas pistas se consideran agrupadas en 4 pares de dos pistas (programas estereofónicos), o bien en 2 grupos de 4 pistas (programas cuadrafónicos).
Una muesca en el extremo del cartucho le indica al reproductor si el cartucho es estereofónico o cuadrafónico.
El reproductor modifica la posición del cabezal dentro de la ventana del cartucho para seleccionar qué programa se reproduce.
Entre el inicio y el final de la cinta hay un rectángulo metálico adherido a esta que cuando pasa por la ventana hace que el reproductor cambie de programa automáticamente. De esta forma se van reproduciendo todos los programas cíclicamente.

### Cartuchos estereofónicos

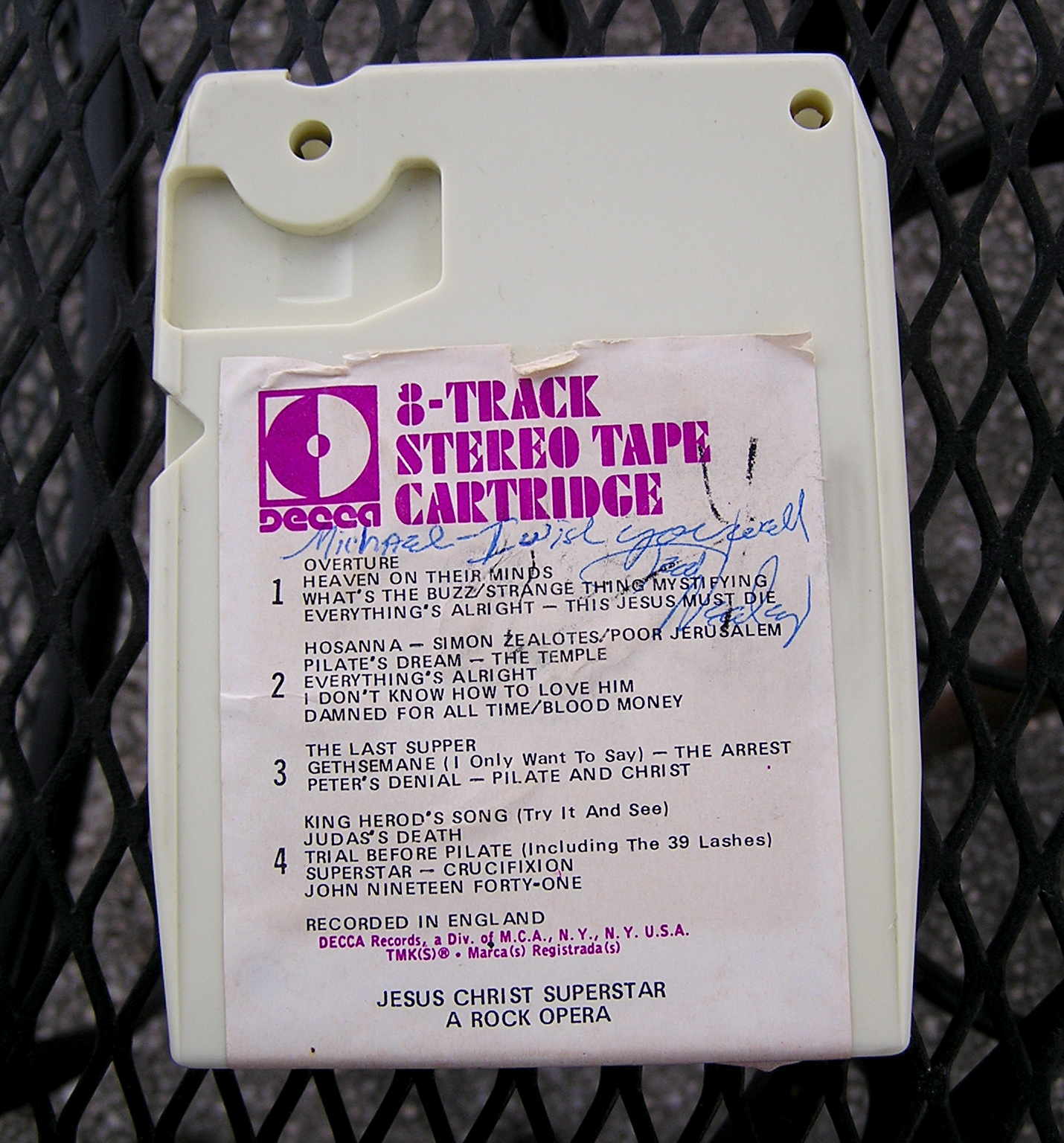
Los 4 programas de un cartucho estéreo

Esquema de las pistas de un cartucho estéreo

Estos cartuchos cuentan con 4 programas estereofónicos, es decir, las 8 pistas de la cinta están agrupadas en 4 pares de 2 canales (el canal del altavoz de la izquierda y el de la derecha).
Estos cartuchos son los más comunes.

### Cartuchos cuadrafónicos (Q8)

Esquema de las pistas de un cartucho cuadrafónico

Estos cartuchos cuentan con 2 programas cuadrafónicos, es decir, las 8 pistas están agrupadas en 2 grupos de 4 canales cada uno (el canal del altavoz frontal izquierdo, el del altavoz trasero izquierdo, el del altavoz frontal derecho, y el del altavoz trasero derecho).

## Historia
Originalmente, para la grabación y reproducción de sonido mediante cinta magnética fue usada la grabadora de carrete abierto, ampliamente disponible al público a finales de los años 1940. Sin embargo, insertar la cinta en las grabadoras era más difícil que reproducir un disco de acetato de vinilo. Para soslayar esta dificultad, los fabricantes presentaron diversas cajas o cartuchos que contenían la cinta dentro de un contenedor metálico o plástico, lo que eliminaba el manejo directo de la cinta. El primero de estos fabricantes fue RCA, empresa que en 1958 introdujo un sistema de cartucho de cinta conocido en idioma inglés como RCA Tape Cartridge (Cartucho de cinta RCA), pero hasta la introducción del casete en 1963 y el Cartucho de 8 pistas en 1965, ninguno de los formatos presentados al mercado fue exitoso. 

### Desarrollo de cartuchos de cinta

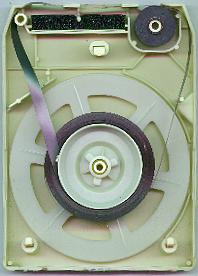
El interior de un cartucho de 8-pistas.

El fundamento de este formato se encuentra en el cartucho de cinta sin fin diseñado en 1952 por el inventor estadounidense Bernard Cousino, alrededor de un único carrete que contenía una cinta magnética estándar hecha de plástico, de 6,35 mm de ancho y recubierta de óxido de hierro que se desplazaba a 9,525 cm/s. Cada una de las partes en que es dividida la música grabada en estas cintas, se denomina programa. El programa de audio comienza y se detiene donde lo indique la señal producida por una pieza metálica delgada de 1 pulgada de largo que activa el sensor de cambio de pista. 
El también estadounidense George Eash diseñó un cartucho en 1954, denominado comercialmente Fidelipac. La fabricación del cartucho de Eash fue posteriormente concedida bajo licencia a diversos fabricantes, en particular, la empresa Collins Radio Corporation, la cual presentó un sistema de cartuchos para radiodifusión en la exhibición anual de 1959 de la National Association of Broadcasters (Asociación Nacional de Radiodifusores de Estados Unidos). Los cartuchos Fidelipac (también llamados «carts» por los DJs e ingenieros de radio) fueron usados por muchas estaciones de radio para la difusión y grabación de pautas comerciales, jingles y otras aplicaciones de corta duración hasta finales de los 1990 cuando la reproducción digital tomó su lugar. Más tarde, Eash fundó Fidelipac Corporation para fabricar y distribuir cintas y grabadoras, así como lo hicieron muchos otros incluyendo Audio-Pak (Audio Devices Corporation).  
Hubo varios intentos para vender sistemas de audio para automóviles, comenzando con el «Hiway Hi-Fi» de Chrysler a finales de los años 50, el cual usaba discos. Sin embargo, el empresario estadounidense Earl Muntz vio un potencial en los «cartuchos para radiodifusión» para crear un sistema de música para automóviles. En 1962, presentó su sistema estéreo Stereo-Pak de cartuchos de 4-pistas (dos programas, de dos pistas cada uno) y las cintas respectivas, en los estados estadounidenses de California y Florida. Él contrató el uso bajo licencia de álbumes de música popular pagando a las principales compañías de discos y los duplicó en esos cartuchos de 4 pistas, también llamados «CARtridges», como fueron anunciados por primera vez.

### Introducción del cartucho de 8 pistas
El cartucho de 8 pistas, llamado inicialmente Lear Jet Stereo 8, fue diseñado por un equipo de ingenieros que trabajó a las órdenes del empresario Bill Lear y su empresa Lear Jet Corporation en 1964. Bill Lear había tratado de crear un grabador de alambre sin fin en los años 40, pero renunció al intento en 1946, a pesar de que los cartuchos de 8 mm de película sin fin ya estaban en uso, entonces. Para su diseño de cartucho, se basó en el principio del Stereo-Pak de Earl Muntz. El principal cambio, respecto al diseño de Muntz, fue incorporar a la caja un rodillo de presión hecho de goma de neopreno y nailon, en lugar de convertirlo en una parte del reproductor de cintas, reduciendo así la complejidad mecánica. Asimismo, Lear eliminó algunas de las partes internas del cartucho de Eash, tales como el mecanismo de tensado de la cinta y un bloqueo que impide el "derrame" de la cinta. En los cartuchos de Cousino, Eash, Muntz y Lear, la cinta fue retirada del centro del carrete, pasada a través de la abertura en un extremo del cartucho y rebobinada en el exterior del carrete. El carrete giraba libremente y la cinta era impulsada solo por la tensión del cabrestante y del rodillo de presión.
Con un carrete girando a velocidad angular constante, la cinta alrededor de este tenía una baja velocidad lineal que la cinta en el exterior del carrete, de manera que las capas debían deslizarse mientras se aproximaban al centro. Para lograr esto, la cinta fue recubierta en su parte trasera con un material usualmente hecho de grafito patentado por Cousino. Aunque el diseño permitió la existencia de reproductores sencillos, económicos y móviles, a diferencia de los sistemas de dos carretes no permitía el rebobinado de la cinta. Algunos reproductores ofrecían el bobinado rápido hacia adelante al acelerar el motor al tiempo que bloqueaba la salida del audio, pero el rebobinado nunca fue ofrecido, porque era técnicamente imposible.
El cartucho de Muntz usaba dos pares de pistas estéreo en la misma configuración que las entonces vigentes cintas de carrete abierto de 4 pistas (quarter track, en idioma inglés). Este formato fue pensado en paralelo a su material original, que era generalmente un solo disco LP con dos lados. El cambio de programa se lograba mediante el movimiento físico del cabezal de lectura hacia arriba y hacia abajo de forma mecánica mediante una palanca. El cartucho de 8 pistas duplicó la cantidad de programas en la cinta (cuatro), proporcionando así ocho pistas, es decir cuatro programas de dos pistas cada uno. Lear promocionó esto como una gran mejora, porque más música podía ser almacenada en el cartucho estándar, pero en la práctica se tradujo en una ligera pérdida de calidad del sonido y un aumento del ruido de fondo debido a la anchura más angosta de las pistas de la cinta. A diferencia del formato Stereo-Pak, el reproductor de cartucho podía cambiar entre las pistas de forma automática, debido a la utilización de una pequeña longitud de papel conductor en el empalme de la cinta, lo que haría que el reproductor cambiara de pista a su paso por el ensamblaje del cabezal. 
El formato de cartucho también presentó el problema de división de la programación destinada a un disco LP de dos caras en cuatro programas. A menudo, esto dio lugar a canciones que se dividieron en dos partes, reorganizó el orden del repertorio u originó largos pasajes de silencio. Algunos cartuchos de 8 pistas incluyeron contenido extra para llenar estas pausas.
Lear Jet Corporation construyó 100 reproductores de cartucho de demostración para su distribución a los ejecutivos de las compañías automovilísticas y para RCA en 1964.

### Éxito comercial
La popularidad, tanto de los cartuchos de 4 pistas como los de 8, creció a partir del auge de la industria del automóvil. En septiembre de 1965, Ford Motor Company presentó reproductores de 8 pistas instalados en fábrica y por el concesionario como una opción en tres de sus modelos de 1966 (Mustang, Thunderbird y Lincoln) y RCA presentó 175 cartuchos de música pregrabada de sus artistas. Para los modelos de 1967, todos los vehículos de Ford ofrecían el reproductor para cartuchos de 8 pistas, como una opción de actualización. Gracias al apoyo de Ford, el formato de ocho pistas rápidamente se impuso sobre el formato de cuatro, que Muntz abandonó por completo a finales de 1970.
A pesar de sus problemas, el formato ganó popularidad constante debido a su conveniencia y portabilidad. Los reproductores para uso casero que fueron presentados en 1966 permitieron a los consumidores usar sus cintas en estos sistemas domésticos y los portátiles. Los reproductores de cartucho del tipo [boombox] también fueron populares. Con la disponibilidad de sistemas de cartuchos para el hogar, los consumidores comenzaron a pensar en estos como una alternativa viable frente a los discos de vinilo, no solo por su conveniencia para el automóvil. En el transcurso de un año, las ediciones pregrabadas en el formato de ocho pistas comenzaron a llegar dentro del período de un mes de lanzamiento de la edición en vinilo. Los grabadores de ocho pistas habían ganado popularidad al inicio de los años 70.
Con la introducción de los sistemas cuadrafónicos, surgieron cartuchos de 8 pistas de este tipo, presentados por RCA Records en septiembre de 1970 y llamados inicialmente Quad 8 y después Q8, los cuales fueron producidos a instancias de fabricantes ansiosos de promover reproductores especiales para automóviles como una opción costosa. Este formato disfrutó en Estados Unidos de moderado éxito por un tiempo, pero desapareció a mediados de la década de los 70. Estos cartuchos son muy apreciados por los coleccionistas, ya que proporcionan cuatro canales de sonido discreto, a diferencia de los formatos que requieren decodificación matricial como el SQ. La mayoría de los álbumes cuadrafónicos se mezclaron especialmente para el formato Quad 8.

### Decadencia y desuso
Hubo diversas razones para la decadencia del formato de cartucho. Aunque el formato de casete ofrecía, respecto al cartucho, características tales como su reducido tamaño y la capacidad de rebobinado, la velocidad de arrastre de la cinta era la mitad del cartucho, lo que en teoría producía un sonido de baja calidad. Sin embargo, el desarrollo constante del casete lo convirtió en un medio de alta fidelidad ampliamente difundido. Otro factor fue el costo de las cintas en blanco o vírgenes y los respectivos grabadores, puesto que los sistemas a casete tendían a ser más económicos. Hubo un esfuerzo sostenido por parte de las empresas discográficas de los Estados Unidos para reducir el número de diferentes formatos ofrecidos al final de los años 70 y, cuando las ventas de los cartuchos de 8 pistas decayeron, éstas rápidamente abandonaron el formato. Esto no se debió a la inherente debilidad del cartucho, aunque los últimos en salir al mercado se fabricaron con materiales económicos, pero de baja calidad; en cambio, el cartucho para radiodifusión sobrevivió en más de una década en la mayoría de las estaciones radiales estadounidenses para la reproducción de jingles, publicidad, identificación de las emisoras y contenido musical hasta su reemplazo con métodos informáticos en los años 90. Estos cartuchos eran usados en aplicaciones donde era importante la reproducción de sonidos de corta duración y no el acceso a las pistas. 
Los reproductores de 8 pistas se hicieron cada vez menos comunes en los hogares y los automóviles a finales de los años 70. En el momento en el que llegó el disco compacto al mercado de Estados Unidos, entre 1982 y 1983, el cartucho de 8-pistas había disminuido considerablemente en popularidad, aunque en otros países de Latinoamérica ya ese formato se había abandonado y era popular el casete. Aunque el formato de 8 pistas es, a menudo, considerado erróneamente como un fracaso hoy en día, en el momento de su lanzamiento fue un gran éxito, desde el punto de vista comercial. Fue el primer formato verdaderamente portátil de música, llegando al mercado de masas y dando al público la posibilidad de llevar su música favorita en el automóvil, en la playa, o en cualquier otro lugar. Aún hoy, 40 años después de su debut, el cartucho de 8 pistas es un objeto de culto, entre ávidos coleccionistas.
Actualmente, el concepto de la cinta sin fin continúa siendo usado en los modernos proyectores de cine, aunque en esta aplicación el carrete de cinta es movido directamente y no impulsado por la tensión en la película.

## Fiabilidad y facilidad de uso
Los cartuchos tienen una pausa audible debido a la presencia de la lengüeta metálica que señala el final de la cinta, además de actuar como el empalme de esta. La mayoría de los reproductores producía un "chasquido metálico" durante el cambio del programa, aunque los primeros equipos de Lear Jet Corporation cambiaban los programas de forma silenciosa.
Debido al costo de producción de los cabezales de cinta capaces de leer ocho pistas, la mayoría de los reproductores tienen cabezales que leen sólo dos pistas. El cambio de un programa a otro, se lleva a cabo moviendo el propio cabezal. Puesto que la alineación de este, con respecto a la cinta, es crucial y dado que los sistemas de ocho pistas estaban diseñados en general para ser económicos, esta configuración degradaba posteriormente el sonido.
Si el ángulo entre el cabezal y la cinta se desajustaba, se producía una leve interferencia de audio de las pistas adyacentes sobre la pista en reproducción; una pérdida de precisión en la imagen estéreo, debido a un ligero retraso entre canales que virtualmente perjudicaba la correlación de fase; y, finalmente, una pérdida de respuesta en frecuencia. Este problema podía resolverse (o provocarse) insertando una caja de cerillas en la apertura del reproductor al lado del cartucho, cambiando ligeramente la alineación.
Las cintas y reproductores de 8 pistas se ganaron una reputación de falta de fiabilidad, sobre todo debido a las fallas de la cinta de empalme y el fenómeno de que el reproductor se "comía" la cinta (lo que realmente lo provocaba la falta de mantenimiento del cabrestante, los cabezales y el trayecto de la cinta). El entorno del automóvil, con sus temperaturas extremas, vibraciones, polvo, etc, también causó muchas fallas. El problema de los rodillos de presión de goma que se "derretían " en la mayoría de los primeros cartuchos de 8 pistas era el resultado de que la goma no estaba totalmente curada. Después de descubrir esta causa, los cartuchos posteriores usaban sólo rodillos de presión de goma rígida completamente curada que no se deterioraban con el tiempo.
La tensión de la cinta era otra causa de la falta de fiabilidad. Las cintas pregrabadas de ocho pistas tenían unos 46 minutos de contenido. Los consumidores querían la posibilidad de grabar más música en un solo cartucho, así que los fabricantes presentaron unidades de mayor capacidad. Con el correspondiente incremento de longitud de la cinta, había una diferencia de velocidad mayor entre la cinta que se extraía desde el centro del carrete y la que se alimentaba de nuevo al borde exterior de este. Con el tiempo, esto hacía que el paquete de cinta se apretara, haciendo más difícil el mantener una velocidad de reproducción constante. Una solución era abrir el cartucho, cortar la cinta en el empalme, y reducir el exceso de tensión de forma manual desenrollando una o dos secciones desde el borde externo de la cinta mientras se mantenía fijo el carrete. La cinta se empalmaba de nuevo con otra lengüeta de papel metálico, ya que la anterior estaba cubierta de acumulaciones de grafito, reduciendo la conductividad y dificultando el cambio de pista. Una solución de emergencia más sencilla era sacudir el cartucho en el plano del carrete de cinta con un movimiento de rotación, con la esperanza de que el interior de la bobina de cinta girara y se aflojara.
La disminución en la calidad de las piezas utilizadas en el cartucho de ocho pistas fue un golpe crítico para el formato, puesto que afectó la fiabilidad, el sonido y la reproducción sin problemas de la cinta. Como resultado, el cartucho de ocho pistas desarrolló una notoria reputación de ser engorroso y poco fiable.

## Reparación de cartuchos
Con el tiempo las cintas de 8 pistas, a veces tienen que ser reparados para que su vida pueda extenderse. Con un poco de cuidado y paciencia, un viejo cartucho de 8 pistas puede ser restaurado a su desempeño original. 
Las cintas antiguas pueden romperse en el empalme de conmutación, cuando los pegamentos utilizados en la fabricación se endurecen con el tiempo. La reparación a veces requiere el cuidadoso desmontaje del cartucho y la adición de un empalme de hoja metálica nueva.
En algunos cartuchos, una almohadilla de presión de plástico y goma espuma detrás del trayecto de la cinta tiene la mantiene contra el cabezal mientras se mueve. Este material puede desintegrarse con el tiempo, dejando un material pegajoso que no mantendrá el contacto entre la cinta y el cabeza, y puede dañarla. Una almohadilla presión nueva remediará este problema, aunque esto también requiere desarmar el cartucho.
Además, en muchos de los primeros cartuchos fabricados entre 1965-1970, la goma de los rodillos de presión, no estaba totalmente curada, y esto los llevó a deteriorarse con el tiempo, fundiéndose en un material pegajoso, similar al alquitrán. Estos pueden ser reemplazados por un rodillo de goma nuevo del mismo tamaño y proporciones. Los rodillos fabricados después de 1970 son de goma totalmente curada. A finales de 1970, RCA Records incluso cambió a un nuevo rodillo de plástico, que algunas otras compañías también usaron. Sin embargo, el caucho es el material preferido para rodillos de presión, ya que agarra la cinta mejor para obtener un movimiento más uniforme y preciso.